# Pseudastroma gracilis
Pseudastroma gracilis är en insektsart som först beskrevs av Bruner, L. 1913.  Pseudastroma gracilis ingår i släktet Pseudastroma och familjen Proscopiidae. Inga underarter finns listade i Catalogue of Life.